# هند الأيوبي
هند الأيوبي عبد الجابر، سيدة أعمال وسياسية أردنية. عضو مجلس الأعيان الأردني منذ 16-6-2019. بدأت العمل التجاري منذ كانت في الحادية والعشرين من عمرها. أسست المركز الإنمائي الأردني وأسست أول حاضنة أعمال لرعاية السيدات الرائدات في المنطقة العربية. كما أسست أول نادي لصاحبات الأعمال والمهن في المنطقة ومنتدى السياسات الاقتصادية في الأردن.
وهو عضو في غرف الصناعة والتجارة وجمعية رجال الأعمال. كانت عضواً في مجلس كلية العلوم في الجامعة الأردنية ومجلس التعليم العالي.
تخرجت من كلية الأعمال في جامعة القاهرة. تزوجت من الاقتصادي الراحل تيسير عبد الجابر.